# Lars Bergendahl
Lars Bergendahl, född den 30 januari 1909 - död 1997, var en norsk längdåkare som tävlade under 1930-talet.
Bergendahls första mästerskap var VM 1937 i Chamonix där han blev dubbel guldmedaljör på både 18 kilometer och i stafett 4 x 10 kilometer. Dessutom slutade han både femte plats på 50 kilometer. Vid VM 1938 i Lahtis blev det silver i stafett och brons på 50 kilometer. Bergendahls sista mästerskap blev VM 1939 i polska Zakopane där det blev guld på 50 kilometer och en femteplats på 18 kilometer.
Bergendahl fick 1939 Holmenkollenmedaljen för sina insatser.